# Нуредин ефенди
Нуредин (Нуридин) ефенди (бей, бег) е едър земевладелец от Костурско. 

## Биография
Роден е в костурското българо-турско село Света Неделя. Принадлежи към золумджийското семейство Меровци. Занимава се със золуми и тормози българското население в Корещата, като с брат си Омер ага стават постоянни прекупвачи на десятъка в югозападната част на областта заедно с Касъм ага, ограбващ североизточната. Затова Вътрешната македоно-одринска революционна организация взима решение за убийството му. Районната чета на войводата Атанас Петров и четниците Ризо от Нестрам и Колето Влашето от Хрупища (родом от Фрашър) отсяда на 6 май 1900 година в Маняк и с помощта на маняшкия комитет и ръководителя му Кузо Димитров, организират край Маняк засада и убиват пътуващия за Хрупища Нуредин в местността Бабулев гроб в Черната планина. Вследствие на убийството се появява Нурединовата афера - първата афера в Костурския революционен район.